# Neocryptopteryx ocris
Neocryptopteryx ocris là một loài tò vò trong họ Ichneumonidae.